# Valea Râmnicului
Valea Râmnicului là một xã thuộc hạt Buzău, România. Dân số thời điểm năm 2002 là 5781 người.